# Adam Kay
Adam Richard Kay (ur. 12 czerwca 1980 w Brighton, Anglia ) – brytyjski pisarz komediowy, komik i były lekarz.
Adam Richard Kay dorastał w żydowskiej rodzinie, a swoją początkową karierę medyczną wybrał z powodu praktykowania tego zawodu przez swojego ojca.
Pisarz jest gejem i życiowym partnerem producenta telewizyjnego, Jamesa Farrella.

## Wybrana twórczość
- Będzie bolało
- Mega Wystrzałowe Wynalazki
- Świąteczny dyżur
- Twoja anatomia
- Bardzo niesamowita medycyna[3]
- Nielekarz
- Mocarne Mózgi
- Dexter Procter 10-letni doktor
- Mega wystrzałowe wynalazki